# Џем (ТВ серија)
Џем (енгл. Jem) је америчка анимирана телевизијска серија која се први пут емитовала од 1985. до 1988. Серија је о власници музичке изадавачке куће Џерики Бентон, њеном певачком алтер-егоу Џем, њеној групи Холограми и њиховим авантурама.
Серија је заједнички подухвата Хасброа, Санбоуа и Марвела, исте екипе заслужне за настанак анимираних серија Џи Ај Џо и Трансформерси. Творац серије Кристи Маркс је такође била сценариста истих серија. Анимацију већину епизода је урадио јапански анимацијски студио Тоеи.
У Србији серија је премијерно приказана титлована на српски језик на дечијој телевизији Хепи.